# Європейська премія за есе імені Шарля Вейона
Європейська премія за есе імені Шарля Вейона надається щорічно фундацією Шарля Вейона європейському есеїсту. Премія була створена 1975 року і належить до перших подібних премій присвячених виключно жанру есею.
Премія вручається в Лозанні на початку року в партнерстві Лозаннським університетом та книгарнею Пайо. Премійований письменник робить публічну промову з цієї нагоди. Після цього промову публікують у вигляді брошури, яку редагує Фундація Шарля Вейона.
Журі премії складається з членів Фундації Шарля Вейона.

## Список лауреатів
| Рік  | Ім'я                                                    | Нагороджений за | Країна               |
| ---- | ------------------------------------------------------- | --- | -------------------- |
| 2013 | Гаральд Вайнріх (Harald Weinrich)                       | всі свої твори | Німеччина            |
| 2012 | Гайнц Вісман (Heinz Wismann)                            | «Мислити поміж мовами» (Penser entre les langues)                                                                      | Німеччина            |
| 2010 | Жан-Клод Матйо (Jean-Claude Mathieu)                    | «Писати, надписувати» (Écrire, inscrire)                                                                               | Франція              |
| 2009 | Клаудіо Магріс (Claudio Magris)                         | всі свої твори | Італія               |
| 2008 | Петер Слотердайк (Peter Sloterdijk)                     | «Гнів та час» (Zorn und Zeit)                                                                                          | Німеччина            |
| 2007 | Ян Ассман (Jan Assmann)                                 | всі свої твори | Німеччина            |
| 2006 | Джорджіо Агамбен (Giorgio Agamben)                      | всі свої твори | Італія               |
| 2005 | Александа Ленель-Лавастін (Alexandra Laignel-Lavastine) | «Духи Європи» (Esprits d’Europe)                                                                                       | Франція              |
| 2004 | Мартин Маєр (Martin Meyer)                              | «Війна цінностей. Як ми живемо для того, щоби вижити» (Krieg der Werte. Wie wir leben, um zu überleben)                | Швейцарія            |
| 2003 | Алан де Боттон (Alain de Botton)                        | «Мистецтво подорожі» (L’Art du voyage)                                                                                 | Швейцарія            |
| 2002 | Петер фон Матт (Peter von Matt)                         | «Чорнильно-сині швейцарці» (Die tintenblauen Eidgenossen)                                                              | Швейцарія            |
| 2001 | Жан-Клод Гійбо (Jean-Claude Guillebaud)                 | «Принцип людяності» (Le Principe d’humanité)                                                                           | Франція              |
| 2000 | Петер Біхсель (Peter Bichsel)                           | «Все вивчене від мене. Колонки 1995-1999» (Alles von mir gelernt. Kolumnen 1995-1999)                                  | Швейцарія            |
| 1999 | Амін Маалуф (Amin Maalouf)                              | «Смертоносні ідентичності» (Les Identités meurtrières)                                                                 | Ліван, Франція       |
| 1998 | Цветан Тодоров (Tzvetan Todorov)                        | «Бенжамен Констан. Демократична пристрасть» (Benjamin Constant. La passion démocratique)                               | Болгарія, Франція    |
| 1997 | Карл-Маркус Гаус (Karl-Markus Gauß)                     | «Європейський алфавіт» (Das Europäische Alphabet)                                                                      | Австрія              |
| 1996 | Дубравка Угрешич (Dubravka Ugrešić)                     | «Культура брехні» (Die Kultur der Lüge)                                                                                | Хорватія             |
| 1995 | Ет’єн Баріл’є (Étienne Barilier)                        | «Проти нового мракобісся. Хвала прогресу» (Contre le Nouvel Obscurantisme. Éloge du progrès)                           | Швейцарія            |
| 1994 | Джевад Карагасан (Dževad Karahasan)                     | «Переселення» (Un déménagement)                                                                                        | Боснія і Герцеговина |
| 1993 | Джейн Крамер (Jane Kramer)                              | «Європейці», «Міста та люди» (Européens, Des cités et des hommes)                                                      | США                  |
| 1992 | Предраг Матвеєвич (Predrag Matvejević)                  | «Середземноморський конспект» (Bréviaire méditerranéen)                                                                | Хорватія, Італія     |
| 1991 | Роберто Калассо (Roberto Calasso)                       | «Шлюб Кадма та Гармонії» (Le nozze di Cadmo e Armonia)                                                                 | Італія               |
| 1990 | Карл Шлегель (Karl Schlögel)                            | всі свої твори | Німеччина            |
| 1989 | Тімоті Ґартон Еш (Timothy Garton Ash)                   | «Використання нещастя. Есеї про долю Центральної Європи» (The Uses of Adversity. Essays on the Fate of Central Europe) | Велика Британія      |
| 1988 | Едуарду Лоуренсу (Eduardo Lourenço de Faria)            | всі свої твори | Португалія           |
| 1987 | Едґар Морен (Edgar Morin)                               | всі свої твори | Франція              |
| 1986 | Ізо Камартін (Iso Camartin)                             | «Ніщо як слова? Заклик до малих мов» (Nichts als Worte? Plädoyer für Kleinsprachen)                                    | Швейцарія            |
| 1985 | Дьордь Конрад (György Konrád)                           | «Антиполітика. Середньоєвропейські роздуми» (Antipolitik. Mitteleuropäische Meditationen)                              | Угорщина             |
| 1984 | Ален Фінкількраут (Alain Finkielkraut)                  | «Мудрість кохання» (La Sagesse de l’amour)                                                                             | Франція              |
| 1983 | Ларс Густафссон (Lars Gustafsson)                       | всі свої твори | Швеція               |
| 1982 | Жан Старобінський (Jean Starobinski)                    | «Гора в русі» (Montaigne en mouvement)                                                                                 | Швейцарія            |
| 1981 | Норберто Боббіо (Norberto Bobbio)                       | всі свої твори | Італія               |
| 1980 | Лешек Колаковський (Leszek Kołakowski)                  | всі свої твори | Польща               |
| 1979 | Манес Шпербер (Manès Sperber)                           | «Чурбан або незрозуміла впевненість» (Churban, oder die unfassbare Gewissheit,)                                        | Німеччина            |
| 1978 | Роже Кайюа (Roger Caillois)                             | «Ріка Алфей» (Le Fleuve Alphée)                                                                                        | Франція              |
| 1977 | Олександр Зінов'єв (Alexandre Zinoviev)                 | «Зяючі висоти» (Les Hauteurs béantes)                                                                                  | Росія                |
| 1976 | Ернст Шумахер (Ernst Friedrich Schumacher)              | «Мале є прекрасним» (Small is beautiful)                                                                               | Велика Британія      |
| 1975 | Камара Лає (Camara Laye)                                | «Чорна дитина» (l'enfant noir)                                                                                         | Гвінея               |